# Paracypridinae
Paracypridinae is een onderfamilie van kreeftachtigen uit de klasse van de Ostracoda (mosselkreeftjes).

## Geslachten
- Paracypria Sars, 1910
- Paracypris Sars, 1866
- Parapontoparta Hartmann, 1955
- Pontoparta Vavra, 1901
- Tasmanocypris McKenzie, 1979
- Thalassocypria Hartmann, 1957